# 控え
| ウィキペディアには「控え」という見出しの百科事典記事はありません（タイトルに「控え」を含むページの一覧/「控え」で始まるページの一覧）。 代わりにウィクショナリーのページ「ひかえ」が役に立つかもしれません。 |